# Eucereon myrina
Eucereon myrina là một loài bướm đêm thuộc phân họ Arctiinae, họ Erebidae.